# Indomarengo thomsoni
Indomarengo thomsoni är en spindelart som först beskrevs av Fred R. Wanless 1978.  Indomarengo thomsoni ingår i släktet Indomarengo och familjen hoppspindlar. Inga underarter finns listade i Catalogue of Life.